# All Is Fair in Love and War
All Is Fair in Love and War è un cortometraggio muto del 1908 diretto da Gilbert M. 'Broncho Billy' Anderson.

## Trama
Tre amici entrano in competizione quando si mettono a corteggiare una bella ragazza. Ogni volta che uno di loro cerca in qualche modo di rendere omaggio alla giovane, gli altri due gli mettono i bastoni tra le ruote. Non vincerà nessuno dei tre perché alla fine interverrà un poliziotto che scapperà via con la ragazza.

## Produzione
Il film fu prodotto dalla Essanay Film Manufacturing Company.

## Distribuzione
Il film - un cortometraggio in una bobina - uscì nelle sale cinematografiche USA il 4 marzo 1908.